# Ola Turkiewicz

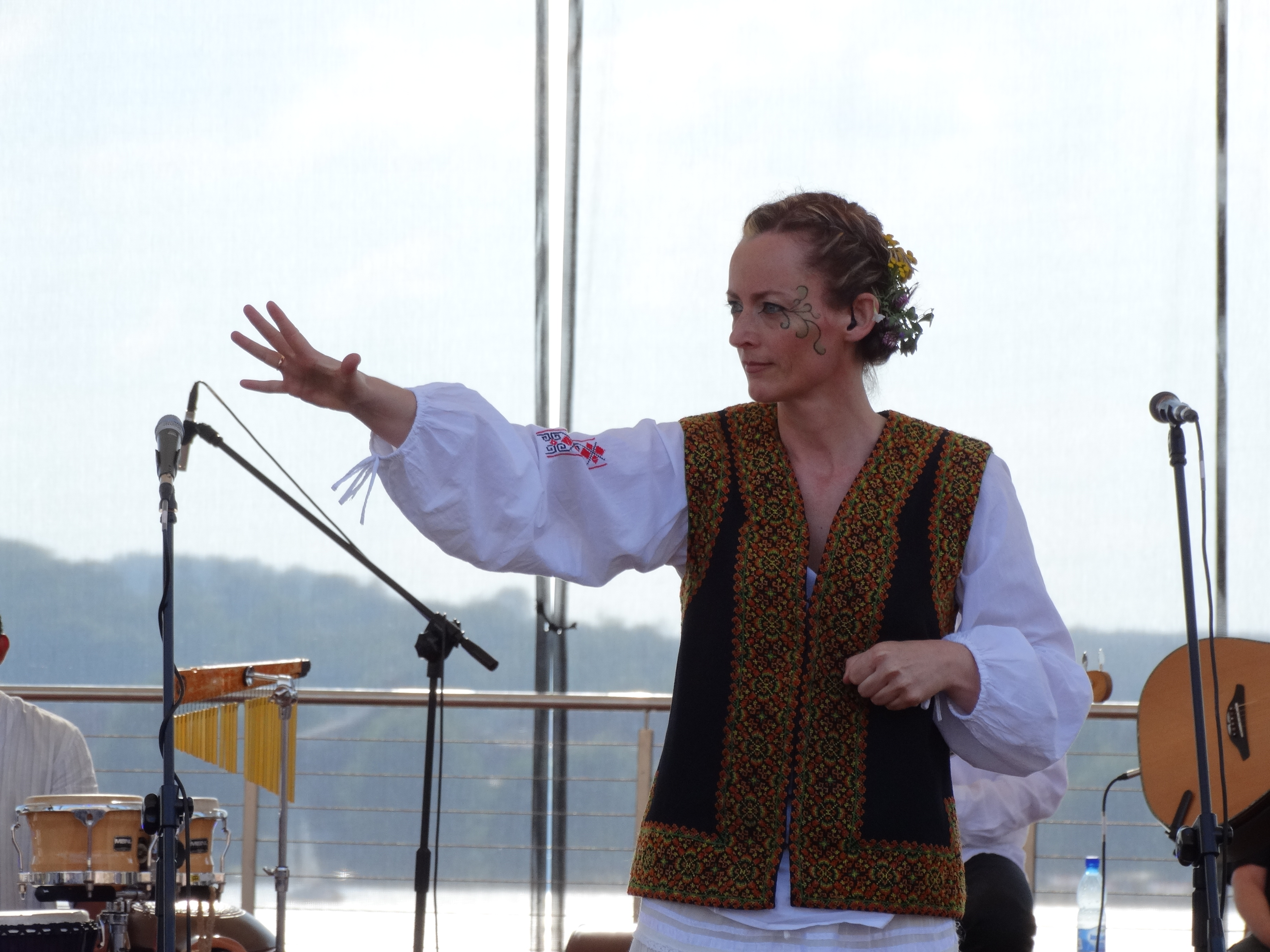
Ola Turkiewicz. Projekt Arboretum. Amfiteatr w Mrągowie, 2014

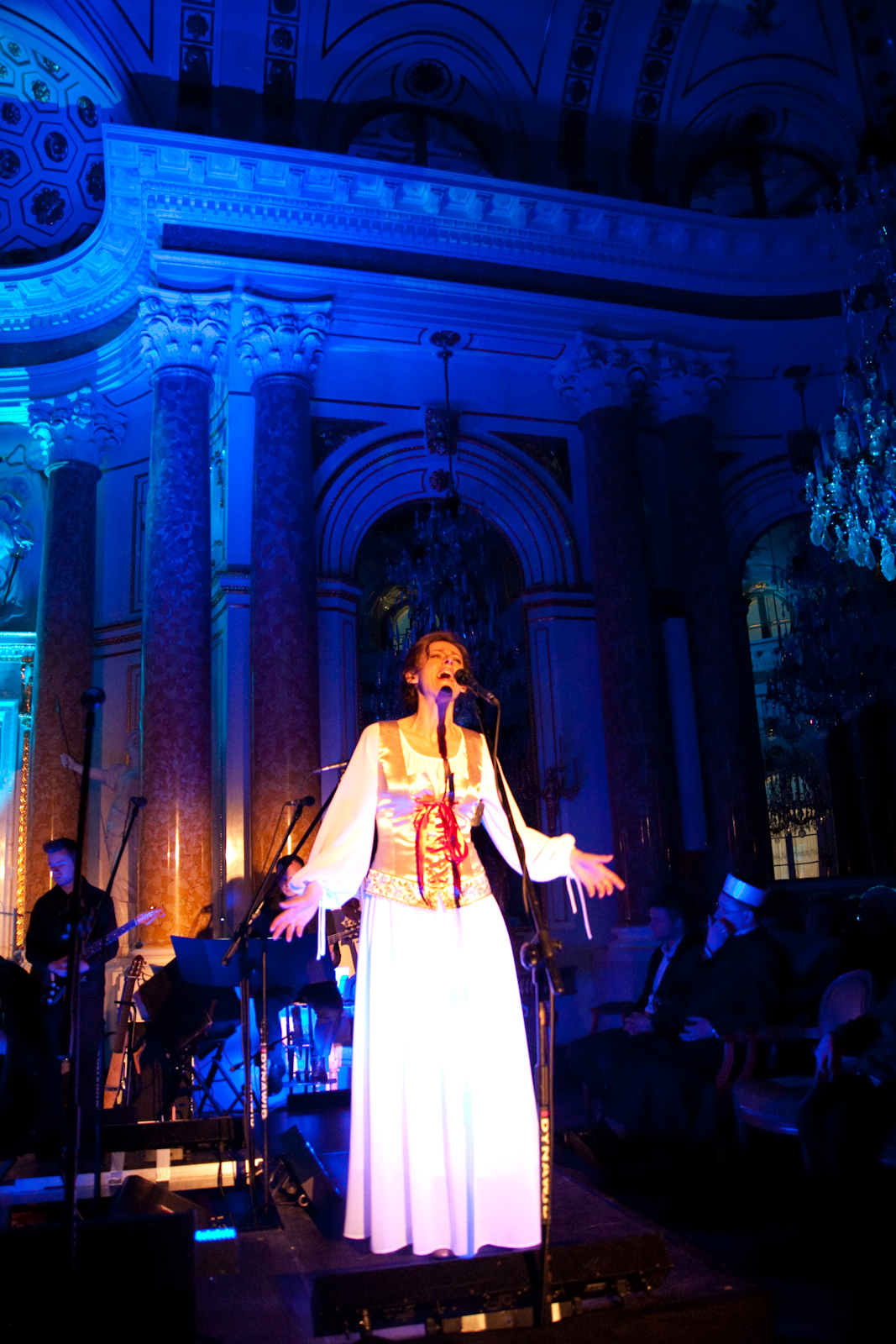
Ola Turkiewicz. Koncert Niepodległości Trzeciego Maja. Zamek Królewski w Warszawie, 2013

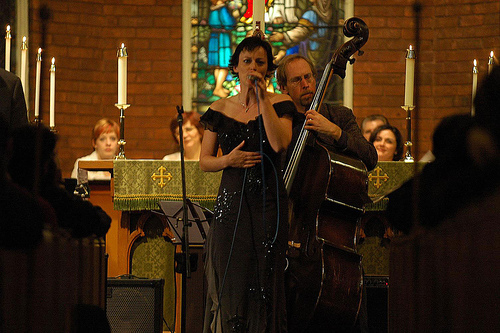
Zaduszki Jazzowe w Toronto. Ola Turkiewicz, Neil Swainson. Toronto, 2006

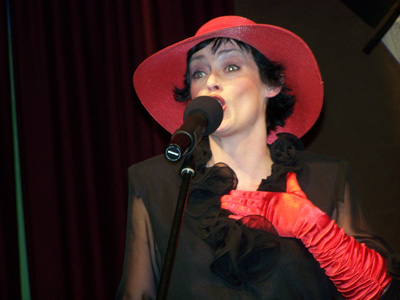
Ola Turkiewicz. Kabaret pod Bańką. Toronto, 2008

Ola Turkiewicz, właściwie Aleksandra Turkiewicz – polsko-kanadyjska wokalistka jazzowa, kompozytorka, aranżerka, multiinstrumentalistka i autorka tekstów. Autorka muzyki do filmów i spektakli, którą tworzy łącząc śpiew z muzyką elektroniczną i elektroakustyczną. Stypendystka MKiDN.
Urodziła się w Ostródzie, do 1987 roku mieszkała w Mrągowie. Od 1987 roku przybywała na emigracji, zaś w 1993 r. zamieszkała w Kanadzie. Absolwentka jazzowego wydziału wokalnego i kompozytorskiego Humber College w Toronto. Założycielka i liderka sesyjnych formacji muzycznych, tj. Koncertu Niepodległości, Projektu Arboretum oraz Panegiria, w których łącznie uczestniczyło ponad 250 artystów sesyjnych, aktorów i tancerzy z Polski, Armenii, Australii, Ukrainy, Kanady, Meksyku i Wielkiej Brytanii. Nazwy tych formacji są tożsame z jej autorskimi, cyklicznymi projektami artystycznymi. Od 2018 roku współtwórca i dyrektor muzyczny Hybryda Kultur Festiwal. Występuje, a także tworzy w języku polskim, angielskim, włoskim, francuskim oraz łacinie. Swoje projekty muzyczne prezentowała w Australii, Kanadzie i we Francji, na Litwie, Łotwie i na Ukrainie. Zajmuje się odtwarzaniem dawnej mowy Prusów, Jaćwingów, Warmiaków i Mazurów, które wykorzystuje do swoich wielokulturowych projektów.

## Działalność w Kanadzie
Początkiem jej artystycznej kariery był spektakl “Misterium”, do którego w całości napisała muzykę. Stworzyła kanadyjski zespół “Bethlehem”. Publiczność polonijna miała okazję oglądać ją w koncertach: “Jesienna Zaduma”, “Sentymenty” i “Nastroje”, których była również organizatorką i producentką. Przez wiele lat była solistką kanadyjskiego zespołu jazzowego – “Up Front”. Występowała w polonijnym Klubie Artystów i Wykonawców „Szuflada”, założonym przez nieżyjącego już Jacka Janowskiego. Śpiewała też w wystawianym w Kanadzie Salonie Muzyki i Poezji Marii Nowotarskiej. W 2001 roku zainicjowała cykl koncertów jazzowych pod wspólną nazwą “A little bit of Jazz” w Mississauga, do którego zapraszała instrumentalistów z innych zespołów i środowisk. Koncerty te cieszyły się dużym zainteresowaniem nie tylko wśród Polonii Kanadyjskiej. W 2003 roku, w kolejną rocznicę wprowadzenia Stanu Wojennego w Polsce, wraz z polonijną piosenkarką Magdą Papierz wystąpiła w wielkim koncercie świątecznym w Polskim Centrum Kultury im. Jana Pawła II w Mississauga, z programem kolęd tradycyjnych, jazzowych oraz pastorałkami z okresu stanu wojennego. Z materiału tego została przygotowana wspólna płyta obu artystek pod nazwą „Święta kolędą przyprószone”. To jeden z kilku projektów przygotowywanych wspólnie ze środowiskiem polonijnego „Kabaretu pod bańką”. W 2004 r. zorganizowała I Polski Festiwal Jazzowy (1st Polish Jazz Festival) w Toronto i Mississauga, w którym wzięli udział polscy muzycy jazzowi m.in.: Michał Urbaniak, Krystyna Prońko, Jan Ptaszyn Wróblewski oraz Marek Bałata. W listopadzie 2006 r. zainicjowała I Polskie Zaduszki Jazzowe (All Souls’ Jazz Vespers) w Toronto, w których wystąpiła obok polskiego gitarzysty i kompozytora jazzowego, Jarosława Śmietany. W koncercie wzięli również kanadyjscy muzycy Don Thompson, Neil Swainson, Reg Shwager, Terry Clarke. W swojej karierze też z innymi muzykami kanadyjskimi jak m.in. Richard Whiteman, Shelly Berger oraz z Normem Amadio.
Skomponowała i nagrała muzykę do spektaklu teatralnego “Theatre of the Film Noir”, którego premiera w reż. Mirosława Połatyńskiego miejsce w Toronto, w dniu 17 września 2008.
Wielokrotnie brała udział w największym i najbardziej prestiżowym festiwalu jazzowym w Kanadzie, toronteńskim TD Canada Trust Jazz Festival. Była też gościem Światowego Festiwalu Kontrabasistów Jazzowych we Wrocławiu, brała również udział w Port Credit Jazz and Blues Festival. Przez wiele lat regularnie występowała w klubach jazzowych w Toronto: Gate 403, Rex Jazz and Blues Club oraz Montreal Bistro. W 2016 roku w Rose Theatre w Brampton w Kanadzie, po raz pierwszy poza granicami Polski, zaprezentowała swój autorski projekt Koncert Niepodległości, rozwijany od 2009 roku w Polsce.

## Działalność w Polsce
Od 2009 roku rozpoczęła działalność również w Polsce, gdzie przeniosła koncerty z autorskiego cyklu “A little Bit of Jazz”. Od 2009 roku jest dyrektorem muzycznym i współorganizatorem Koncertu Niepodległości odbywającego się w Muzeum Powstania Warszawskiego w Warszawie, na Westerplatte i w Kanadzie, a także Koncertu Niepodległości Trzeciego Maja na Zamku Królewskim w Warszawie. Projekt objęty został Honorowym Patronatem Prezydenta Rzeczypospolitej Polskiej Andrzeja Dudy, a wcześniej Prezydenta Bronisława Komorowskiego, który w latach 2011–2014 skierował listy otwarte do uczestników Koncertu Niepodległości. 10 sierpnia 2014 roku artystka zainaugurowała nowym cyklicznym wydarzeniem autorskim Projekt Arboretum, które realizowane jest w amfiteatrze nad jeziorem Czos w Mrągowie. Projekt Arboretum objęty jest Honorowym Patronatem Ministerstwa Kultury i Dziedzictwa Narodowego. Jest to słowno-muzyczne widowisko odnoszące się do szeroko rozumianego dziedzictwa kulturowego, przyrodniczego i krajobrazowego. Wykorzystuje on perełki pieśni etnicznych, leśnych i osadniczych, a także elementy spuścizny Słowian, Galindów i Jaćwingów, które prezentowane są w połączeniu z klimatami jazzowymi, muzyką klasyczną i elektroniczna, poezją śpiewaną, rockiem alternatywnym itp. Niezwykłej symbiozie kultur i nurtów, zdefiniowanej w projekcie jako muzyka hybrydowa, towarzyszy prozatorska, poetycko-baśniowa narracja. Koncert Niepodległości i Projekt Arboretum to także założone przez Olę Turkiewicz formacje muzyków sesyjnych, przez które przewinęło się 139 artystów z Polski, Armenii, Ukrainy, Kanady, Meksyku i Wielkiej Brytanii. Do współpracy na scenie Ola Turkiewicz zaprasza znanych i liczących się aktorów, jazzmanów, a także wykonawców muzyki symfonicznej, popularnej, etnicznej, zarówno z Polski, jak i z zagranicy. W realizacji tych wydarzeń pracowała m.in. z aktorami: Maciejem Kozłowskim, Andrzejem Piszczatowskim, Wojciechem Malajkatem, Jackiem Mikołajczakiem, Elżbietą Czerwińską, Arkadiuszem Brykalskim, reżyserką Marią Dłużewską; solistami: Markiem Bałatą, Grzegorzem Wilkiem i Adamem Strugiem; instrumentalistami: Marcinem Riege, Krzysztofem Kowalewskim, Grzechem Piotrowskim, Pawłem Kaczmarczykiem, Marcinem Murawskim, Grzegorzem Grzybem, Przemkiem Kuczyńskim, Wojciechem Hartmanem, Robertem Murawskim, kanadyjczykami Rebeccą Hennessy (trąbka), Sly Juhas (perkusja), Beth Silver (wiolonczela), Aline Homzy (skrzypce), Brielle Goheen (skrzypce), Laurence Schaufele (altówka), armeńskim dudukistą Tigranem Aleksnyanem z Londynu, ukraińskim wirtuozem skrzypiec Vasylem Popadiukiem z Toronto, meksykańskim perkusjonistą Tomasem Celisem Sanchezem, live music performerką | Anną Sudę, występującą jako An On Bast oraz formacjami: Kwartet smyczkowy „Obligato”, Zespół „Dziczka”, Alchemik Orchestra i III Artystyczna Drużyna Harcerska. W powstających od 2005 roku kompozycjach wykorzystuje ona m.in. utwory i motywy tradycyjne, etniczne, obrzędowe, patriotyczne itp. W połączeniu m.in. z klimatami jazzowymi, klasycznymi, elektronicznymi, a także rockiem alternatywnym, muzyką etniczną, poezją śpiewaną i pieśniami tradycyjnymi, stają się one cytatami muzycznymi w większych kompozycjach i aranżacjach, kreując ten sposób nowy, indywidualny gatunek muzyczny, który definiowany jest przez twórców jako muzyka hybrydowa. Od 2009 roku styl ten jest charakterystyczny dla jej autorskich projektów Koncert Niepodległości oraz Projekt Arboretum.

## Muzyka filmowa, teatralna i baletowa
Pracując na scenie kanadyjskiej skomponowała muzykę do spektaklu „Misterium” wystawionego w 1994 w Mississauga. W 2008 roku skomponowała muzykę do sztuki teatralnej „Theatre of de Film Noir” w reżyserii Mirosława Połatyńskiego. W 2018 roku wzięła udział w Videodance Festival de Bourgogne w Cerisy-la-Salle we Francji, w ramach którego skomponowała godzinną suitę „Orphée”. Jest to kompozycja inspirowana XVII wiecznym, trzynastogodzinnym baletem „Ballet Royal de la nuit” powstałym w 1653 roku specjalnie na koronację króla Francji Ludwika XIV. Na bazie suity „Orphée” powstał australijski film „Text Messages from the Universe” w reżyserii Richarda Jamesa Allena. W 2020 roku muzyka ta została nagrodzona w kategorii Best Music na Buddha International Film Festival w Pune w Indiach. W 2019 artystka skomponowała muzykę do australijskiego thrillera „Bloodshot heart” w reżyserii Parisha Malfitano. W 2021 roku w ramach inauguracji projektu baletowo-muzycznego Panegiria, stworzyła muzykę do spektaklu "Triumph Satyrów Leśnych", stworzonego na podstawie panegiryku Bartosza Paprockiego, napisanego w 1583 roku na cześć króla Stefana Batorego, powracającego zwycięsko z wyprawy moskiewskiej. 

## Wyróżnienia
- Odznaka honorowa Zasłużony dla Kultury Polskiej (2014).
- Odznaka Zasłużony dla Warszawy (2014)[34].
- Złoty Krzyż Zasługi (2017)[35]
- Medal 100-lecia Odzyskania Niepodległości (2021)[36]

## Twórczość

### Dyskografia
- Song Nadziei – we współpracy z Kingą Mitrowską (Toronto, 1994)
- Tyle dobrego – z zespołem „Bethlehem” (Toronto, 1995)
- A little bit of Jazz – z zespołem „Up Front” (Toronto, 2001)
- Święta kolędą przyprószone – we współpracy z Magdą Papierz (Toronto, 2005)
- Dreams Unlived (Toronto, 2008)
- Koncert Niepodległości, „Polish Independence Concert” (2016), © Fundacja Dziedzictwa Rzeczypospolitej[37][38]
- Projekt Arboretum, „Mazurÿ, Warnijoki, Jadźwięgi, Prūsai” (2017), © Fundacja Dziedzictwa Rzeczypospolitej[39]
- Koncert Niepodległości, "Niepokorne" (2020), © Fundacja Dziedzictwa Rzeczypospolitej[40]

### Muzyka filmowa, teatralna i baletowa
- Misterium – muzyka do spektaklu (Mississauga, Kanada 1994)[41]
- Theatre of the Film Noir – muzyka do spektaklu teatralnego w reżyserii Mirosława Połatyńskiego (Toronto, Kanada 2008)[41]
- Orphée / Text Messages from the Univers – godzinna suita skomponowana na Video-Dance Festival de Bourgogne, do której powstał australijski film w reż.Richarda Jamesa Allena (Australia, 2019)[42]
- Bloodshot heart – muzyka do australijskiego thrillera w reż.Parisha Malfitano (Australia, 2020)[42]
- Panegiria: Triumph Satyrów Leśnych – muzyka do spektaklu muzyczno-baletowego, inspirowana starodrukiem Bartosza Paprockiego, napisanym w 1583 roku na cześć króla Stefana Batorego.

### Inne projekty
- Wieczór kolęd (Mississauga, Kanada 1995)[41]
- Jesienna zaduma (Mississauga, Kanada 1996)[41]
- Sentymenty (Mississauga, Kanada 1997)[41]
- Nastroje (Mississauga, Kanada 1998)[41]
- A little bit of Jazz – cykl koncertów jazzowych (Mississauga, Kanada 2001−2008, Warszawa 2009)[41]
- Polski Festiwal Jazzowy w Toronto (Kanada, 2004)
- Polskie Zaduszki Jazzowe w Toronto (Kanada, 2006)
- Koncert Niepodległości – wydarzenie cykliczne (m.in. Warszawa, Westerplatte, Brisbane, Toronto, Ryga, Wilno, od 2009) – dyrektor muzyczny i wykonawczyni koncertu, kompozycje, aranżacje[43]
- Projekt Arboretum (Mrągowo, Brisbane, Lwów, Warszawa, od 2014) – dyrektor muzyczny i wykonawczyni koncertu, kompozycje, aranżacje[44].
- Hybryda Kultur Festiwal (Mrągowo, od 2018) – współtwórca, dyrektor muzyczny, prowadzenie[30]
- Autochtonka (2020) – autorski koncert internetowy, zrealizowany w ramach stypendium MKiDN[45]